# Karl Wilhelm Ritter
Karl Wilhelm Ritter (14 de abril de 1847 - 18 de octubre de 1906) fue un ingeniero civil suizo, catedrático de la Escuela Politécnica Federal de Zúrich y más tarde rector del Instituto Politécnico de Zúrich (1887-1891).

## Semblanza
Ritter nació en 1847 en Liestal (Suiza). Era hijo del maestro de escuela Johann Friedrich Ritter y de su esposa Barbara Salate.
Se graduó en la Escuela Técnica de Basilea (1865-1868) con un diploma en ingeniería. En 1868, se convirtió en ingeniero ferroviario en Hungría y en 1869, en asistente de Carl Culmann. En 1870, se convirtió en profesor de ingeniería en el Instituto Politécnico de Zúrich, y de 1873 a 1882, ejerció como profesor de ingeniería en Riga. De 1882 a 1905 ocupó una cátedra de ingeniería en Zúrich. Además, sería rector del Instituto Politécnico de 1887 a 1891.
Ritter murió en Zúrich el 22 de octubre de 1906 y fue enterrado en el cementerio de Turbenthal.

## Actividad científica
La labor de Ritter se centró en la ingeniería de la estática de las estructuras y en la construcción de puentes y vías férreas en el Instituto Politécnico de Zúrich. También continuó las enseñanzas de Culmann como teórico. Consideró la estática como una disciplina de la ingeniería y también desarrolló la cinemática. Uno de sus alumnos fue Othmar Ammann, que acabaría convirtiéndose en un destacado proyectista de grandes puentes colgantes.
Contribuyó a la teoría del cálculo de estructuras de hormigón armado y también escribió varios artículos sobre el estado de las estructuras reales. Participó en el trabajo de la Comisión de Construcción de Zúrich y de la junta de la Unión Suiza de Ingenieros y Arquitectos (1896-1898).
Ritter desarrolló el primer sistema de diseño para el revestimiento de túneles ideado para hacer frente a los efectos de las cargas del derrumbe de rocas.

## Vida personal
Ritter se casó con Magdalena Jacobi, una estadounidense, en 1875. Su hermano menor, Herman Ritter (1851–1918), era arquitecto. El hijo de Karl Wilhem, Woldemar Ritter (1880–c.1935) también se convertiría en un destacado arquitecto, especializado en el proyecto de iglesias. Woldemar ejerció principalmente en Boston y destacó por su trabajo en las iglesias episcopalianas, especialmente en el templo de Gracia y San Pedro y en la iglesia de Emmanuel en Baltimore.

## Reconocimientos
- Ciudadano de Honor de Zúrich (1889)
- Doctor Honorario de la Universidad de Zúrich (1896)

## Publicaciones
- Ritter, W.: Die statik der tunnelgewölbe. - Berlín, J. Springer, 1879. - 66 p. (en alemán)
- Ritter, W.: Statische Berechnung der Versteifungsfachwerke der Hängebrücken, en: Schweizerische Bauzeitung, 1883. vol. 1, núm. 1, págs. 6-38. (en alemán).
- Ritter, W.: Anwendungen der graphischen Statik. Nach Profesor C. Culmann. Erster Teil: Die im Inneren eines Balkens wirkenden Kräfte. Zúrich: Meyer & Zeller, 1888. (en alemán).
- Ritter, W.: Anwendungen der graphischen Statik. Nach Profesor C. Culmann. Zweiter Teil: Das Fachwerk. Zúrich: Meyer & Zeller, 1890. (en alemán).
- Ritter, W.: Die Bauweise Hennebique. Schweizerische Bauzeitung, vol. 3, 1899, No. 5, págs. 41-43, No. 6, págs. 49-52 y No. 7, págs. 59-61. (en alemán).
- Ritter, W.: Anwendungen der graphischen Statik. Nach Profesor C. Culmann. Dritter Teil: Der kontinuierliche Balken. Zúrich: A. Raustein, 1900. (en alemán).
- Ritter, W.: Anwendungen der graphischen Statik. Nach Profesor C. Culmann. Erster Teil: Der Bogen. Zúrich: A. Raustein, 1906. (en alemán).